# کانتون نوشاتل
کانتون نوشاتل (Neuchâtel) یکی از کانتون‌های سوئیس است.